# Jambu
Jambu (Jambu) – rodzaj pająków z infrarzędu ptaszników i rodziny ptasznikowatych. Obejmuje cztery opisane gatunki. Zamieszkują Amerykę Południową.

## Morfologia i zasięg
Pająki o ciele długości od 14,4 do 24 mm. Ubarwione w odcieniach brązu, przy czym u obu płci wierzch opistosomy (odwłoka) cechuje się ciemniejszym nakrapianiem na jaśniejszym tle. W owłosieniu występują włoski drażniące typu IV. Odnóża pierwszej pary samców mają silnie zesklerotyzowane haki (apofizy) o dwóch zbieżnych gałęziach, z których większa wyposażona jest w silny, krótki kolec wierzchołkowy. Nogogłaszczki samca cechują się bulbusem o wydatnej apofizie tegularnej oraz umieszczonej brzusznie względem embolusa, szerokiej, szpatułkowatej apofizie paraembolicznej (apofiza ta występuje wśród ptasznikowatych także u niektórych Hapalopini, ale w innej pozycji). Genitalia samicy zawierają pojedynczą spermatekę o kształcie lampkowatym lub sercowatym.
Rodzaj neotropikalny, przy czym trzy gatunki są endemiczne dla Brazylii, a jeden dla Gujany. Gatunki brazylijskie zamieszkują zlewnię Amazonki na północy kraju, będąc ograniczonymi do stanów Amazonas i Pará.

## Taksonomia
Takson ten wprowadzony został w 2024 roku przez Laurę T. Miglio, Carlosa Perafána i Fernanda Péreza-Milesa na łamach „European Journal of Taxonomy”. Gatunkiem typowym wyznaczono opisanego w tej samej publikacji J. paru. Nazwa rodzajowa oznacza w lokalnym języku roślinę wykorzystywaną tradycyjnie jako środek przeciwbólowy i składnik zupy tacacá.
Do rodzaju zalicza się cztery opisane gatunki:
- Jambu butantan (Pérez-Miles, 1998) – jambu ozdobny
- Jambu lesleyae (Gabriel, 2011) – jambu gujański
- Jambu manoa Miglio, Perafán et Pérez-Miles, 2024 – jambu skryty
- Jambu paru Miglio, Perafán et Pérez-Miles, 2024 – jambu izolowany